# Psydrax locuples
Psydrax locuples är en måreväxtart som först beskrevs av Karl Moritz Schumann, och fick sitt nu gällande namn av Diane Mary Bridson. Psydrax locuples ingår i släktet Psydrax och familjen måreväxter. Inga underarter finns listade i Catalogue of Life.